# Лубенский полк
Лубенский полк — административно-территориальная и военная единица Гетманщины в XVII—XVIII веках, один из 10 административно-территориальных казачьих полков Гетманщины. 
Полковой центр — город Лубны. Полк как территориальная военно-административная единица реестрового казачества Польской Руси был основан в 1648 году. Лубенский полк был обыкновенным малороссийским казачьим полком, который был прикреплён к Лубенщине, получив от неё свое название, и содержался на средства населения именно этой территории и имел свою полковую раду

## География
Количество сотен в полку изменялась от 13 единиц в 1658 году до 23 единиц в XVIII веке. В 1658 году в его состав вошли 7 сотен Миргородского, четыре сотни Кропивненского и две сотни Полтавского полков.
На 1665 год в Лубенский полк входили: Лубны, Пирятин, Глинск, Ромен; разорённые: Чернухи, Смелая, Костянтинов, Лукомль, Сенча, Куренка, Яблонов.
По списку 1723 года в Лубенском полку было 2 687 пеших и 3 968 конных казаков.
По состоянию на 1781 год в полк входило 23 сотни: две полковые Лубенские, две Пирятинские, две Лохвицкие, две Сенчанские, Черноусская, Яншипольская, Глинская, Роменская, Хмелевская, Смелянская, Константиновская, Куриньская, Городищенская, Снитинская, Лукомская, Горошинская, Жовнинская, Чигирин-Дубровская, Яблоневская. В то время на территории территориального полка располагался 21 городок и 1 609 сёл.

## История
Лубенский полк был создан в 1648 году. После Зборовского договора 1649 года был присоединён к Миргородскому полку. Восстановлен в 1658 году.
В 1676 году, Лубенский полк входил в состав передового войска, под начальством стольника Косагова, против запершегося в Чигирине П. Д. Дорошенка. 
В связи с отсутствием денег на жалованье охотницких полков, в 1680 году, полк И. Новицкого был размещён на постой в Лубенском полку Левобережной Украины, где с местного населения в их пользу собирались натуральные и денежные сборы («стации»).

... Здесь стоит отметить, что постои и денежные сборы в пользу наёмных войск вызывали недовольство населения. Прежде всего, оно было связано со злоупотреблениями "охотницких" казаков при сборе денежных и натуральных платежей в свою пользу. Так, лубенский полковник М. Ильяшенко в "листе" к компанейскому полковнику И. Новицкому от 28 февраля 1680 г. сообщал о жалобах жителей г. Лукомля на сборы наёмниками сверх положенного. М. Ильяшенко угрожал, что в случае продолжения злоупотреблений "компанейцев" обратится жалобой к гетману И. Самойловичу. ...— А. С. Алмазов, «Политический портрет украинского гетмана Ивана Самойловича в контексте русско-украинских отношений (1672-1687 гг.)», — М., 2012 год.
Много земель, лежавших между рекой Сухой Оржицей и её притоком — рекой Чумчаком и принадлежавших к Пирятинской сотне, Лубенского полка были присоединены Переяславским полковником Л. А. Полуботком, пользовавшийся своей близостью к Запорожскому гетману Самойловичу, к своему полку и обратив большую часть этих земель в свою личную собственность.
В связи с ликвидацией в 1781 году полкового устройства на Украине прекратил своё существование и Лубенский полк. Его территория вошла в состав Киевского и Черниговского наместничеств.

## Полковники
Полковниками (выборными и наказными) Лубенского полка были (годы):
- Бутович, Григорий[6] (1??? — 1???);
- Швец-Емельянович, Павел, (1657 — 1659);
- Засядько, Яков, (1659 — 1660);
- Шамрицкий, Степан, (1660 — 1661, 1663);
- Сербин, Иван Фёдорович (1672 — 1675);
- Илляшенко, Максим или М. Ильяшенко[5], (1676 — 1687);
- Гамалея, Григорий Михайлович[7][8] (1664—1666, 1668—1670, 1687 — 1688);
- Свечка, Леонтий Назарович или Назар Свечка[4], (1688 — 1699);
- Ханенко, Данило Лаврентьевич, наказной полковник (16?? — 1697)[9];
- Зеленский, Семён, (1702 — 1708);
- Саввич, Василий, (1708 — 1714);
- Маркевич, Андрей Маркович или Андрей Маркович[10], (1714 — 1727);
- Иван Маркевич (Маркович), наказной полковник в 1716 году;
- Маркевич, Яков Андреевич, наказной полковник в 1721, 1723 — 1735 годах;
- Апостол, Пётр Данилович (Апостол, Павел Данилович[11]), (1728 — 1757);
- Кулябка, Иван Петрович, полковник в 1750 — 1770 годах (17?? — 1773).